# 钝叶木姜子
钝叶木姜子（学名：Litsea veitchiana）为樟科木姜子属下的一个种。